# Juvenal Amarijo
Juvenal Amarijo (Santa Vitória do Palmar, 27 de novembre de 1923 - Salvador, 30 d'octubre de 2009) fou un futbolista brasiler de la dècada de 1940.

## Trajectòria
Pel que fa a clubs, fou futbolista de Cruzeiro-RS, Flamengo el 1949, Palmeiras el 1951, Bahia el 1954 i el Ypirnga-BA on es retirà. Jugà amb la selecció brasilera al Mundial de 1950.